# Centrum Archeologii Śródziemnomorskiej Uniwersytetu Warszawskiego

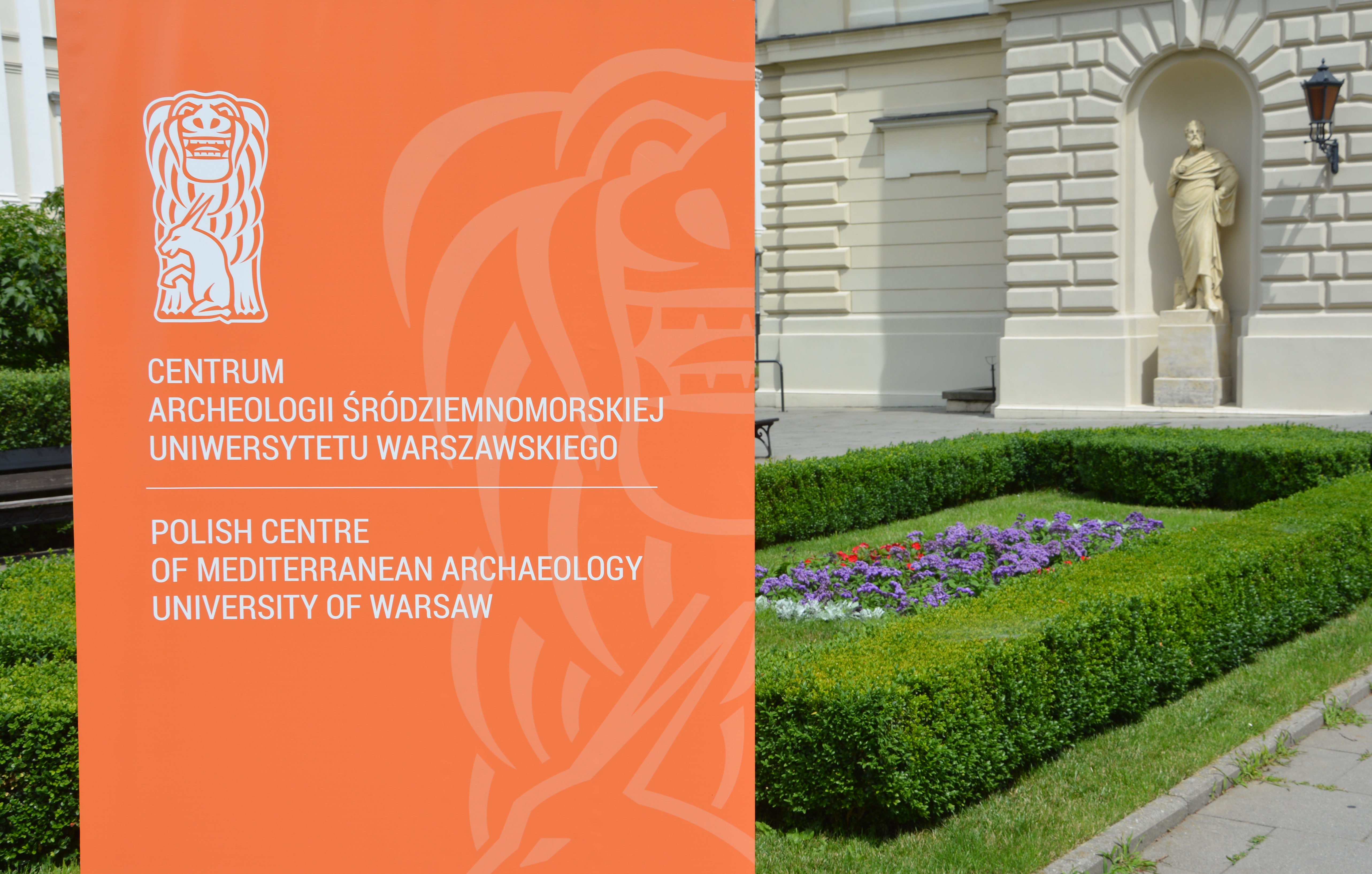
Ikona w logo Centrum Archeologii Śródziemnomorskiej UW to wizerunek lwa z reliefu odkrytego przez misję CAŚ UW w Palmyrze

Centrum Archeologii Śródziemnomorskiej im. Kazimierza Michałowskiego (CAŚ UW), (ang. Polish Centre of Mediterranean Archaeology, PCMA) – samodzielna placówka badawcza Uniwersytetu Warszawskiego. 
Pod obecną nazwą istnieje od 1990 roku. Do głównych celów CAŚ UW należy organizacja, prowadzenie oraz koordynacja badań archeologicznych, konserwatorskich i rekonstrukcyjnych w północno-wschodniej Afryce, na Bliskim Wschodzie oraz na Cyprze. Prace CAŚ UW są prowadzone na stanowiskach obejmujących szeroki horyzont czasowy, od czasów prehistorycznych, poprzez wszystkie okresy historyczne starożytnych cywilizacji śródziemnomorskich, aż po późny antyk i arabskie wczesne średniowiecze. Oprócz prowadzenia badań terenowych do zadań CAŚ UW należy kompleksowa dokumentacja znalezisk, publikacja wyników badań oraz archiwizacja dokumentacji wykopaliskowej. CAŚ UW zarządza Stacją Badawczą w Kairze oraz Polskim Ośrodkiem Archeologicznym w Chartumie.

## Historia
Centrum kontynuuje działalność zapoczątkowaną przez profesora Kazimierza Michałowskiego, wybitnego archeologa i egiptologa, który w 1959 roku założył Stację Archeologii Śródziemnomorskiej Uniwersytetu Warszawskiego w Kairze, pierwszą polską instytucję zajmującą się archeologią doliny Nilu.

## Projekty badawcze
Centrum Archeologii Śródziemnomorskiej UW prowadzi aktualnie około 30 ekspedycji i projektów archeologicznych. Od czasów powstania z ramienia CAŚ UW utworzono łącznie około 80 projektów:

### Egipt
• Abu Simbel • Aleksandria – Kom el-Dikka • Aszmunein (Hermopolis) • Berenike • Deir el-Bahari: Projekt Asasif • Deir el-Bahari: Świątynia Hatszepsut, ekspedycja archeologiczno-konserwatorska • Deir el-Bahari: Świątynia Hatszepsut, polsko-francuska ekspedycja epigraficzna • Deir el-Bahari: Świątynia Totmesa III • Dendera • Dolina Królów: Grobowiec Ramzesa VI (KV 9), ekspedycja epigraficzna • Dolina Królów: Grobowiec Ramzesa III (KV 11) • Gebelein • Kair: kompleks Emira Qurqumasa • Marea • Marina el-Alamein • Naqlun (Klasztor Archanioła Gabriela) • Oaza Dachla • Peluzjum (Tell el-Farama) • Sakkara • Shejch Abd el-Gurna • Tell Atrib • Tell el-Farcha • Tell el-Murra • Tell el-Retaba • Wadi Khashab

### Sudan
• Banganarti • El-Detti • El-Zuma • Faras • Ghazali • Kadero • Selib • Soba • Stara Dongola • Tanqasi

### Etiopia
• Debre Gergis

### Tunezja
• Mustis (el-Krib)

### Cypr
• Nea Pafos

### Syria
• Hawarte • Palmyra (zawieszony) • Tell Abu Hafur • Tell Amarna • Tell Dżassa •  Tell Arbid (zawieszony) • Tell Rad Szakra • Tell Qaramel (zawieszony)

### Liban
• Akkar • Awliya’ Allah • Chhim • Dolina Eszmuna • Iqlim el-Kharroub • Jiyeh (Porphyreon) • Kaftoun • Khalde • Mar Elias Btina • Rachkida • Smar Jbeil

### Jordania
• Beit Ras (Capitolias) • Khirbet es-Sar

### Irak
• Bidżan • Hatra • Iracki Kurdystan: Newcomers and Authochtons • Masnaa • M'lefaat • Nemrik 9 • Nimrud • Tell Raffaan • Tell Ridżim • Tell Saadija

### Iran
• Khune-ye Div

### Armenia
• Mecamor

### Gruzja
• Gonio – Apsaros

### Kuwejt
• Al-Subijah • Bahra 1 • Fajlaka: Kharaib el‐Desht

### Oman
• Dolina Qumayrah

### Arabia Saudyjska
• Aynuna

### Zjednoczone Emiraty Arabskie
• Saruq al-Hadid

## Publikacje
PCMA publikuje czasopismo oraz monografie poświęcone rezultatom badań wykopaliskowych oraz prac restauracyjno-konserwatorskich prowadzonych przez ekspedycje CAŚ UW.

### Czasopismo
- Polish Archaeology in the Mediterranean

### Serie
- PAM Monografie
- PAM Supplement Series
- PCMA Excavation Series
- PCMA Archaeological Guides
- Studia Palmyreńskie

## Konferencje
Od kilku lat CAŚ UW jest współorganizatorem konferencji „Polacy nad Nilem” prezentującej rezultaty wykopalisk wszystkich polskich ekspedycji pracujących w Egipcie. Od 2016 roku organizuje też konferencję archeologiczną „Polacy na Bliskim Wschodzie”, podczas której przedstawiane są wyniki badań polskich ekspedycji oraz indywidualnych badaczy pracujących na obszarze szeroko pojętego Bliskiego Wschodu – od Lewantu po Zakaukazie i Półwysep Arabski. W 2006 roku CAŚ UW było współorganizatorem XI Międzynarodowego Kongresu Nubiologicznego a w 2012 roku VIII Międzynarodowego Kongresu Archeologii Starożytnego Bliskiego Wschodu (ICAANE) – najważniejszych i najliczniej uczęszczanych konferencji archeologicznych o tej tematyce. W 2017 roku CAŚ UW zorganizowało w Warszawie ósmą edycję międzynarodowej konferencji „Red Sea”, poświęconej rejonowi Morza Czerwonego.